# Charles Curran
Charles Curran (ur. 30 marca 1934) – amerykański katolicki teolog moralny, wykładowca Southern Methodist University w Dallas, doktor Papieskiego Uniwersytetu Gregoriańskiego i Academia Alfonsiana. Czołowy przedstawiciel liberalnego skrzydła Kościoła.

## Życiorys
Wyświęcony w Rzymie, w 1958 podjął pracę w diecezji Rochester (Nowy Jork). Po raz pierwszy stało się o nim głośno, gdy w 1968 napisał podpisaną przez 600 teologów odpowiedź na encyklikę Humanae Vitae papieża Pawła VI, zabraniającą sztucznego zapłodnienia. W latach 70. i 80. Curran krytykował oficjalne nauczanie kościelne w sprawach seksu przedmałżeńskiego, masturbacji, antykoncepcji, aborcji, czynów homoseksualnych, rozwodów, eutanazji i zapłodnienia in vitro. W roku 1986 Curran został pozbawiony przez władze kościelne katedry na Amerykańskim Uniwersytecie Katolickim za poglądy dysydenckie wobec oficjalnych wypowiedzi Kościoła katolickiego oraz przyjęcie możliwości istnienia tez o „niezgodności odpowiedzialnej” z Urzędem Nauczycielskim, ale przez Kościół dopuszczanych.

## Wybrane publikacje
- The Moral Theology of Pope John Paul II (Waszyngton: Georgetown University Press, 2005)
- Catholic Social Teaching 1891-Present: A Historical, Theological, and Ethical Analysis (Washington: Georgetown University Press, 2002)
- The Catholic Moral Tradition Today: A Synthesis (Washington: Georgetown University Press, 1999)
- Moral Theology at the End of the Century (Milwaukee: Marquette University Press, 1999)
- The Origins of Moral Theology in the United States: Three Different Approaches (Washington: Georgetown University Press, 1997)
- współredakcja 12-tomowej serii Readings in Moral Theology.
- Pełna bibliografia: Thomas W. O'Brien, "Bibliography of Charles E. Curran 1961-90: Thirty Years of Catholic Moral Theology," Horizons 18 (1991): 263-78 oraz O'Brien, "Bibliography of Charles E. Curran, 1990-2000: Another Decade of Catholic Moral Theology," Horizons 28 (2001): 307-13.